# FedEx Cup
La FedEx Cup est un trophée du PGA Tour.

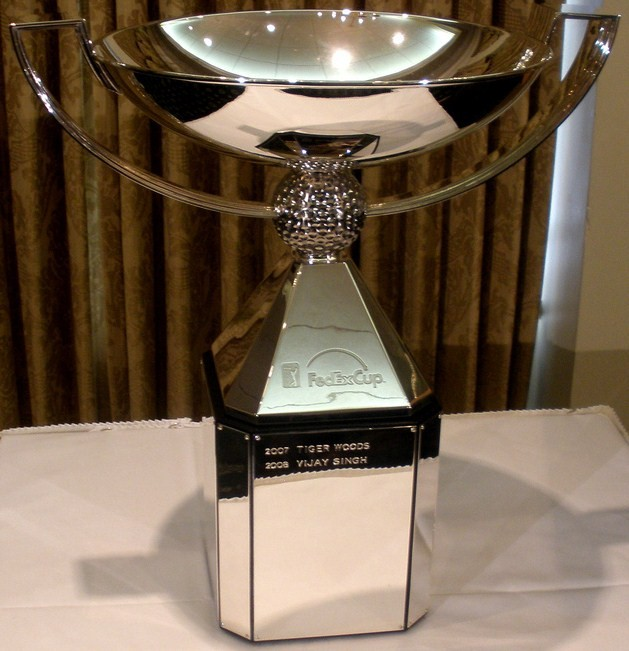
Le Trophée

## Format de la compétition
Tout au long de la saison, les membres du circuit PGA Tour s'affrontent dans les tournois réguliers, les championnats du monde (Championnat du monde de match-play, WGC-Mexico Championship, WGC-Bridgestone Invitational, WGC-HSBC Champions) et les quatre Majeurs (Masters, Open américain, Open britannique, Championnat de la PGA). Chacun des tournois rapporte des points selon l'importance de l’événement : 600 points pour le vainqueur d'un Majeur, 550 points pour un championnat du Monde et 500 points pour un tournoi classique qui permettent d'établir après le Wyndham Championship, dernier tournoi de la saison, le classement des 125 joueurs qui ont le droit de poursuivre la compétition dans les 3 épreuves des playoffs. Avant 2019, il y avait 4 épreuves.

## Format des PlayOffs
Depuis l'édition 2019, les Playoffs de la FedEx Cup se déroulent en 3 tournois (4 auparavant). Le champ des joueurs se réduit d’une épreuve sur l’autre en fonction du classement actualisé après chaque épreuve.
- The Northern Trust (cut à 70 après 2 tours) : à l'issue du tournoi, seuls les 70 premiers au classement Fedex sont qualifiés pour le tournoi suivant.
- BMW Championship (PGA Tour)  : à l'issue du tournoi, seuls les 30 premiers sont qualifiés pour le dernier tournoi
- The Tour Championship (pas de cut) : dernière étape des PlayOffs.

Jusqu'au le tournoi de 2024, les 30 joueurs au départ s´ont vu attribuer un bonus de points en fonction de leur rang de classement FedEx selon le barème suivant : 
- joueur classé n°1 : -10 sous le par
- joueur classé n°2 : -8 sous le par
- joueur classé n°3 : -7 sous le par
- joueur classé n°4 : -6 sous le par
- joueur classé n°5 : -5 sous le par
- joueurs classés de 6 à 10 : -4 sous le par
- joueurs classés de 11 à 15 : -3 sous le par
- joueurs classés de 16 à 20 : -2 sous le par
- joueurs classés de 21 à 25 : -1 sous le par
- joueurs classés de 26 à 30 : au par

Dès l'édition 2025, tous les 30 joueurs commencent le Tour Championship avec le même pointage.
Le joueur avec le score total le plus bas après 72 trous combiné avec ses coups de départ de la FedEx Cup remporte le Tour Championship et est également couronné champion de la FedEx Cup.
Le vainqueur de la FedEx Cup bénéficie de 5 années d’exemption sur le PGA Tour.

## Dotations
| Rang              | Gains (en dollars) | Gains (en euros 2018) |
| ----------------- | ------------------ | --------------------- |
| Vainqueur         | 10 000 000         | 8 650 450             |
| 2ème              | 3 000 000          | 2 595 135             |
| 3ème              | 2 000 000          | 1 730 090             |
| 4ème              | 1 500 000          | 1 297 567             |
| 5ème              | 1 000 000          | 865 045               |
| 6ème              | 800 000            | 692 036               |
| 7ème              | 700 000            | 605 531               |
| 8ème              | 600 000            | 519 027               |
| 9ème              | 550 000            | 475 774               |
| 10ème             | 500 000            | 432 522               |
| Source : PGA Tour |                    |                       |

## Vainqueurs
| Année | Joueur           | Pays            | Points  | Marge  | Tournois | Victoire | Top 5 | Classement Pre-Cup | Points Pre-Cup | Tournois Pre-Cup |
| ----- | ---------------- | --------------- | ------- | ------ | -------- | -------- | ----- | ------------------ | -------------- | ---------------- |
| 2023  | Viktor Hovland   | Norvège         |         |        |          |          |       |                    |                |                  |
| 2022  | Rory McIlroy (3) | Irlande du Nord | -21     | 1      | 3        | 1        | ?     | 6                  | 2 104          | 13               |
| 2021  | Patrick Cantlay  | États-Unis      | -21     | 1      | 3        | 2        | ?     | 3                  | 2 056          | 21               |
| 2020  | Dustin Johnson   | États-Unis      | -21     | 3      | 3        | 2        | 3     | 15                 | 1 071          | 11               |
| 2019  | Rory McIlroy (2) | Irlande du Nord | -18     | 4      | 3        | 1        | 1     | 5                  | 2 842          | 18               |
| 2018  | Justin Rose      | Angleterre      | 2 260   | 41     | 4        | 0        | 3     | 4                  | 1 991          | 14               |
| 2017  | Justin Thomas    | États-Unis      | 3 000   | 660    | 4        | 1        | 2     | 2                  | 2 689          | 21               |
| 2016  | Rory McIlroy (1) | Irlande du Nord | 3 120   | 740    | 4        | 2        | 2     | 36                 | 973            | 14               |
| 2015  | Jordan Spieth    | États-Unis      | 3 800   | 1 493  | 4        | 1        | 1     | 1                  | 4 169          | 21               |
| 2014  | Billy Horschel   | États-Unis      | 4 750   | 1 650  | 4        | 2        | 3     | 69                 | 722            | 23               |
| 2013  | Henrik Stenson   | Suède           | 4 750   | 2 707  | 4        | 2        | 2     | 9                  | 1 426          | 14               |
| 2012  | Brandt Snedeker  | États-Unis      | 4 100   | 1 273  | 4        | 1        | 2     | 19                 | 1 194          | 18               |
| 2011  | Bill Haas        | États-Unis      | 2 760   | 15     | 4        | 1        | 1     | 15                 | 1 273          | 22               |
| 2010  | Jim Furyk        | États-Unis      | 2 980   | 252    | 3        | 1        | 1     | 3                  | 1 691          | 18               |
| 2009  | Tiger Woods (2)  | États-Unis      | 4 000   | 1 080  | 4        | 1        | 3     | 1                  | 3 341          | 13               |
| 2008  | Vijay Singh      | Fidji           | 125 101 | 551    | 4        | 2        | 2     | 7                  | 15 034         | 19               |
| 2007  | Tiger Woods (1)  | États-Unis      | 123 033 | 12 578 | 3        | 2        | 3     | 1                  | 30 574         | 13               |

## Vainqueur des tournois PlayOffs
Depuis 2019
| Année | The Northern Trust   | Championnat BMW     | The Tour Championship |
| ----- | -------------------- | ------------------- | --------------------- |
| 2021  | Tony Finau           | Patrick Cantlay     | Patrick Cantlay       |
| 2020  | Dustin Johnson (5/6) | Jon Rahm            | Dustin Johnson (6/6)  |
| 2019  | Patrick Reed (2/2)   | Justin Thomas (2/2) | Rory McIlroy (5/5)    |

2007-2018
| Année | The Northern Trust      | Dell Technologies Championship | Championnat BMW       | The Tour Championship |
| ----- | ----------------------- | ------------------------------ | --------------------- | --------------------- |
| 2018  | Bryson DeChambeau (1/2) | Bryson DeChambeau (2/2)        | Keegan Bradley        | Tiger Woods (4/4)     |
| 2017  | Dustin Johnson (4/6)    | Justin Thomas (1/2)            | Mark Leishman         | Xander Schauffele     |
| 2016  | Patrick Reed (1/2)      | Rory McIlroy (3/5)             | Dustin Johnson(3/6)   | Rory McIlroy (4/5)    |
| 2015  | Jason Day (1/2)         | Rickie Fowler                  | Jason Day (2/2)       | Jordan Spieth         |
| 2014  | Hunter Mahan            | Chris Kirk                     | Billy Horschel (1/2)  | Billy Horschel (2/2)  |
| 2013  | Adam Scott              | Henrik Stenson (1/2)           | Zach Johnson          | Henrik Stenson (2/2)  |
| 2012  | Nick Watney             | Rory McIlroy (1/5)             | Rory McIlroy (2/5)    | Brandt Snedeker       |
| 2011  | Dustin Johnson (2/6)    | Webb Simpson                   | Justin Rose           | Bill Haas             |
| 2010  | Matt Kuchar             | Charley Hoffman                | Dustin Johnson (1/6)  | Jim Furyk             |
| 2009  | Heath Slocum            | Steve Stricker (2/2)           | Tiger Woods (3/4)     | Phil Mickelson (2/2)  |
| 2008  | Vijay Singh (1/2)       | Vijay Singh (2/2)              | Camilo Villegas (1/2) | Camilo Villegas (2/2) |
| 2007  | Steve Stricker (1/2)    | Phil Mickelson (1/2)           | Tiger Woods (1/4)     | Tiger Woods (2/4)     |